# Culex reevesi
Culex reevesi är en tvåvingeart som beskrevs av Wirth 1948. Culex reevesi ingår i släktet Culex och familjen stickmyggor. Inga underarter finns listade i Catalogue of Life.